# Nouvelle-Angleterre
Pour les articles homonymes, voir Nouvelle-Angleterre (Australie) et New England.
La Nouvelle-Angleterre (en anglais : New England) est une région historique du Nord-Est des États-Unis. Elle est composée de six États : Maine, Massachusetts, New Hampshire, Vermont, Rhode Island et Connecticut.
Elle partage ses frontières avec l'État de New York à l'ouest, la baie de Long Island Sound au sud, l'océan Atlantique à l'est et les provinces canadiennes du Québec et du Nouveau-Brunswick au nord et au nord-est, respectivement. 
L'appellation de New England est antérieure à l'indépendance des États-Unis et ne correspond pas à une entité administrative. Un habitant de la Nouvelle-Angleterre est, en français, un Néo-Anglais ou une Néo-Anglaise (emploi peu fréquent) et en anglais un New Englander ou, particulièrement en anglais américain, un Yankee.
Boston, dans le Massachusetts, est le principal centre économique et culturel de la région.

## Histoire

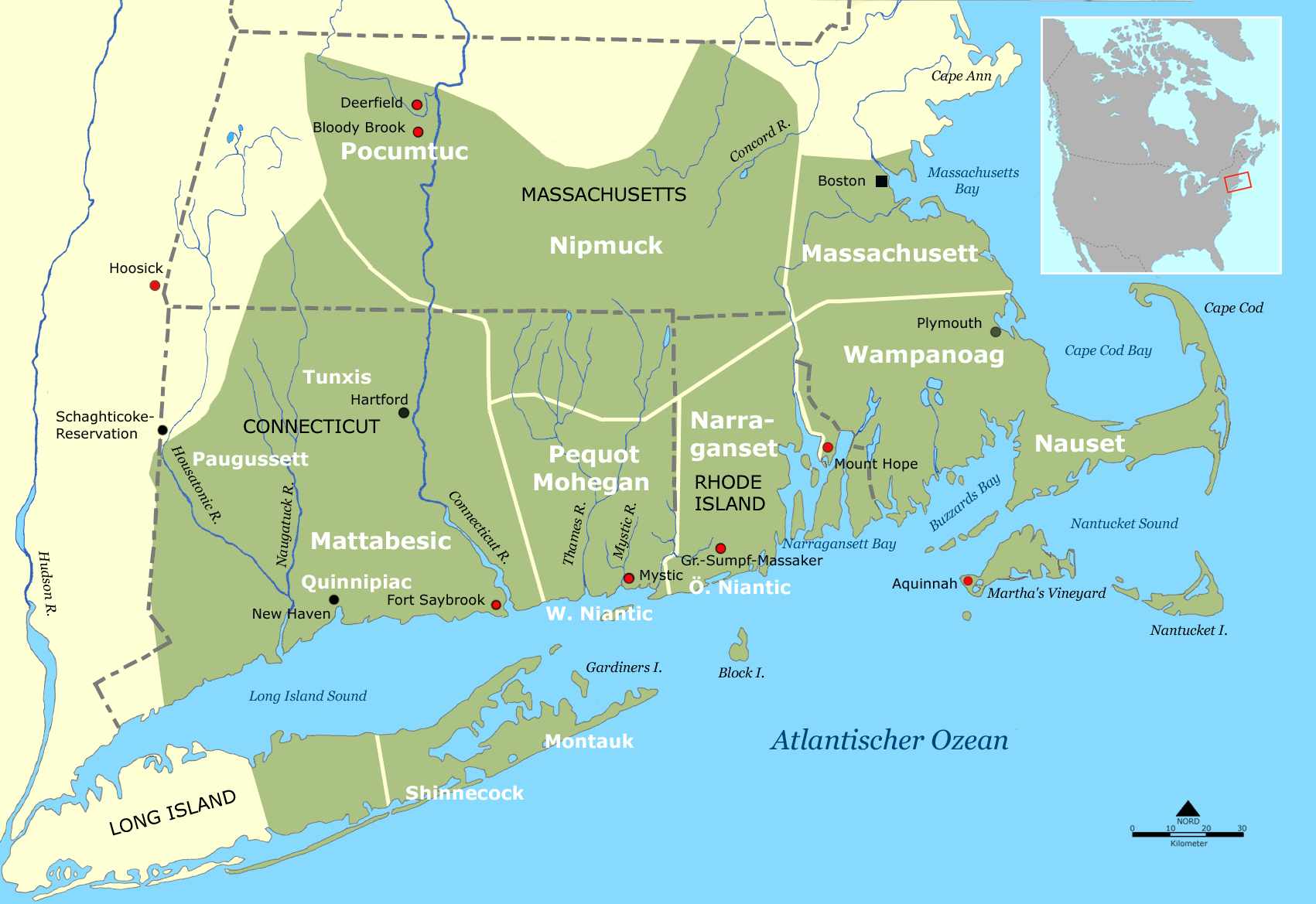
Les peuples des Premières Nations du sud de la Nouvelle-Angleterre.

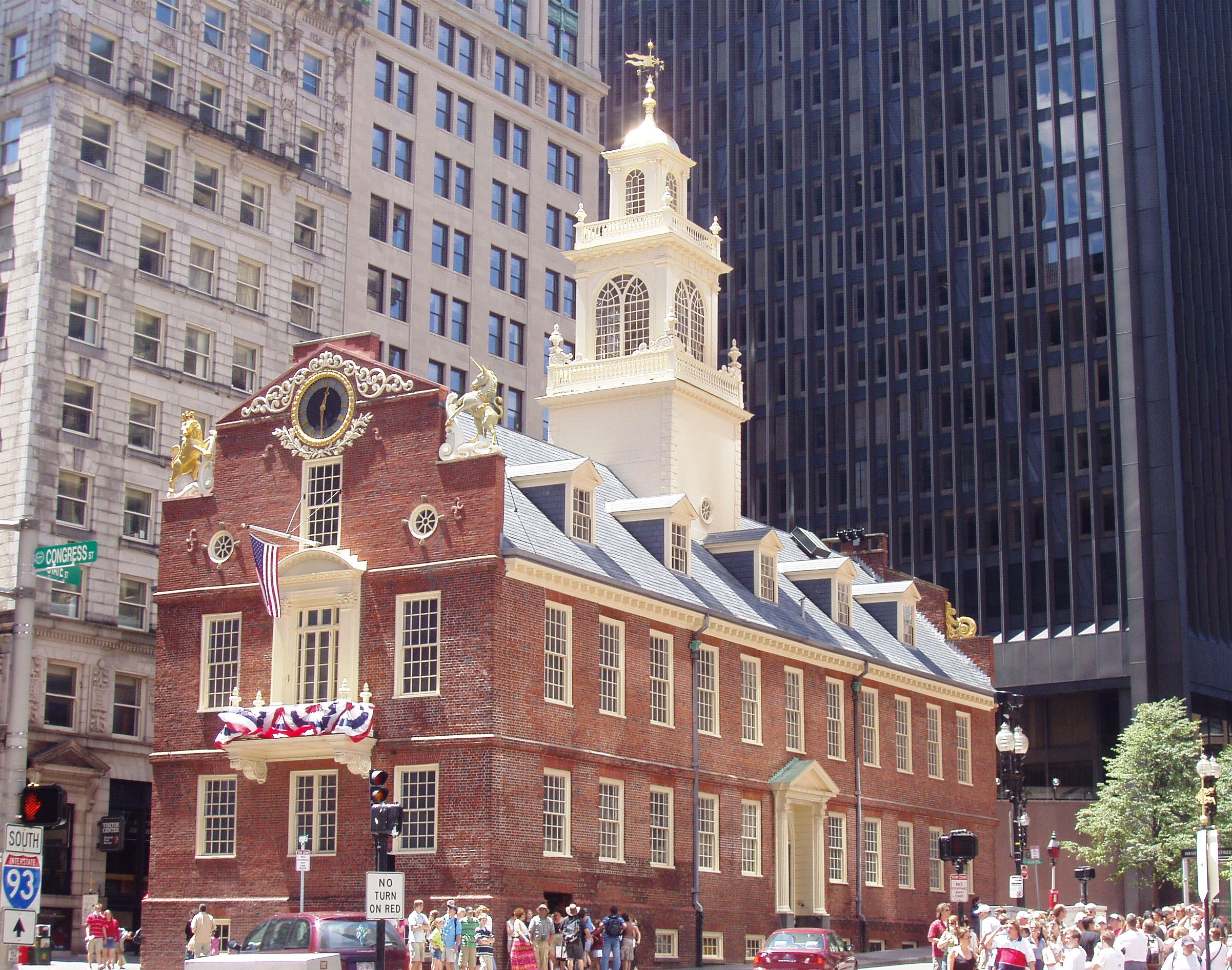
La Old State House (« Vieux Capitole ») du Massachusetts à Boston, bâtie en 1713.

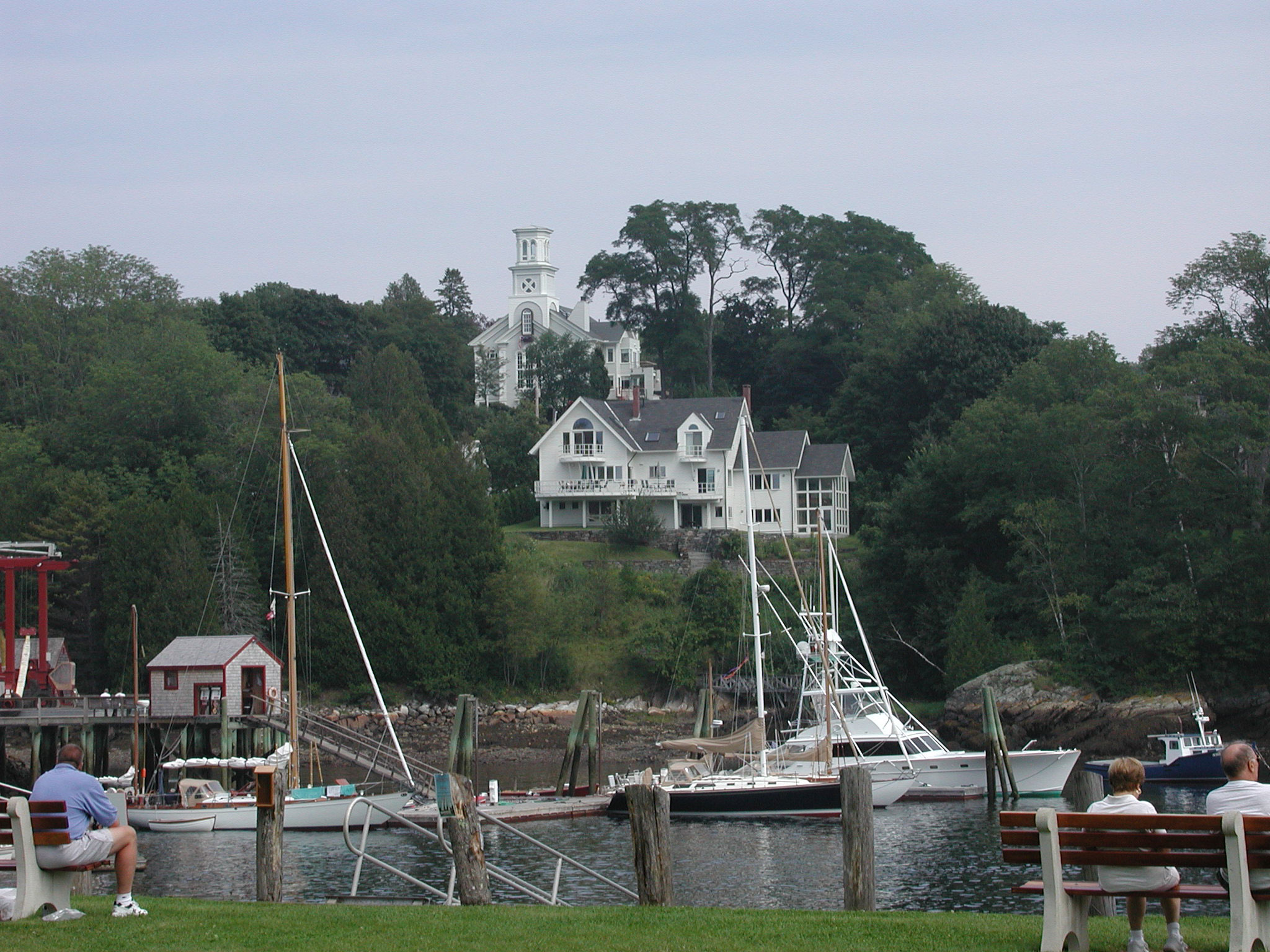
Rockport, Maine, Nouvelle-Angleterre.

La Nouvelle-Angleterre est peut-être, parmi les grandes régions américaines, celle qui est la mieux définie, avec son homogénéité culturelle et son patrimoine historique commun. Elle tient une place majeure dans l'histoire des États-Unis. De la fin du XVIIIe siècle au milieu du XIXe siècle, elle domine le pays en matière de politique et de culture, et elle est au cœur de son économie.
Les premiers colons européens de la Nouvelle-Angleterre étaient des puritains anglais en quête de liberté religieuse. Ils ont donné à l'organisation politique régionale son trait distinctif, les town meetings, réunions des habitants de chaque ville, souvent annuelles, pour y discuter des problèmes locaux et voter les décisions. On y voit une extension des réunions qui étaient tenues par les « anciens » dans les paroisses. Ces réunions se tiennent encore de nos jours dans beaucoup de municipalités (ou de towns) de la Nouvelle-Angleterre, et ont été établies comme base de dialogue sur la scène politique régionale.

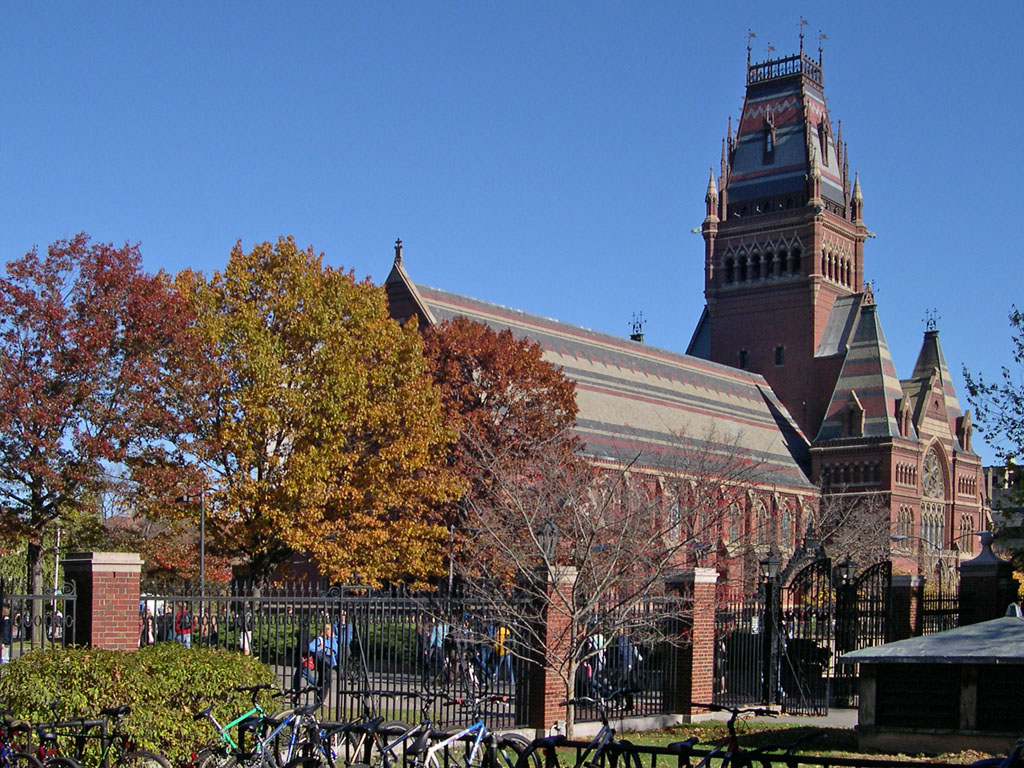
Université Harvard, Memorial Hall.

L'enseignement est un autre legs important de la région. La Nouvelle-Angleterre abrite des universités aussi prestigieuses que Harvard et Yale. Harvard, la première université des États-Unis, a été fondée à Cambridge près de Boston en 1636.
Vue la rareté des terres cultivables, la région s'est tournée vers le commerce, notamment maritime, avec une importante flotte de commerce, et la pêche (notamment celle à la baleine) qui sont devenues les industries dominantes.
Dès le XVIIe siècle, les bateaux bostoniens faisaient du commerce avec les Antilles : ils exportaient du bois, de la farine, du poisson, de l'huile de baleine et importaient du sucre, des mélasses, du tafia. Ce commerce stimula la production métallurgique et textile, de même qu'elle permit le développement des chantiers navals et des distilleries. Les navires américains traversaient même l'Atlantique Nord pour les besoins du commerce. Cette entorse au mercantilisme et cette concurrence américaine inquiétèrent rapidement les marchands anglais.
Avec le temps, de nombreux habitants ont émigré vers l'ouest. Vers 1775, la Nouvelle-Angleterre compte 500 000 habitants, dont la moitié vivent dans le Massachusetts. Le peuplement est alors très homogène, pour l'essentiel constitué d'habitants des îles britanniques ; il y a 12 000 Noirs à cette époque. Les deux principales villes sont Boston (16 000 habitants) et Newport (11 000 habitants).
La Nouvelle-Angleterre est tournée depuis le XVIIe siècle vers l'océan Atlantique : elle se trouve plus près de l'Europe occidentale que New York et profite de cet avantage jusqu'à l'avènement de la marine à vapeur et du percement du canal Érié. La configuration de la côte, qui offre de nombreux abris naturels, a longtemps été favorable à l'activité marchande et halieutique. Si bien que les habitants ont plutôt délaissé l'agriculture pendant l'époque coloniale.
Pendant la révolution industrielle, la Nouvelle-Angleterre est devenue un des secteurs les plus industrialisés du monde. Les immigrés irlandais, polonais, italiens et canadiens français sont venus pour travailler dans les usines, en particulier du secteur textile. C'est un des plus grands centres manufacturiers des États-Unis, célèbre pour la confection, l'industrie du cuir, et la fabrication de machines. Près de 5 millions d'habitants ont des ancêtres canadiens de langue française. Leurs descendants sont des « Franco-Américains », dont un certain Jack Kerouac (né Jean-Louis Kerouac) de la Beat Generation (voir : Sur la route). Ils formèrent des enclaves catholiques romaines aux noms francophones comme Audubon, Ausable, etc.
La Nouvelle-Angleterre est également importante pour sa contribution à la culture du pays. Ses habitants sont fiers d'appartenir à la plus ancienne région des États-Unis, avec sa propre cuisine, son dialecte, son architecture et son mode de gouvernement. La cuisine de la Nouvelle-Angleterre est connue pour son utilisation des fruits de mer et des produits laitiers, et la chaudrée de palourdes, le homard, les poissons, dont la morue, ainsi que la crème glacée. Ces dernières sont particulièrement populaires dans la région.
En architecture, la région se distingue par ses maisons construites en bois, les églises blanches typiques de beaucoup de petites villes, et les vieux phares qui jalonnent la côte atlantique. La Nouvelle-Angleterre est également bien connue pour sa chaleur estivale, son froid mordant l'hiver, et les feuillages colorés de l'automne. C'est une destination touristique populaire. En politique, la Nouvelle-Angleterre tend à être progressiste. Historiquement plus proche de l'Angleterre que d'autres régions des États-Unis, elle est souvent plus réceptive aux idées et à la culture européennes que le reste du pays.

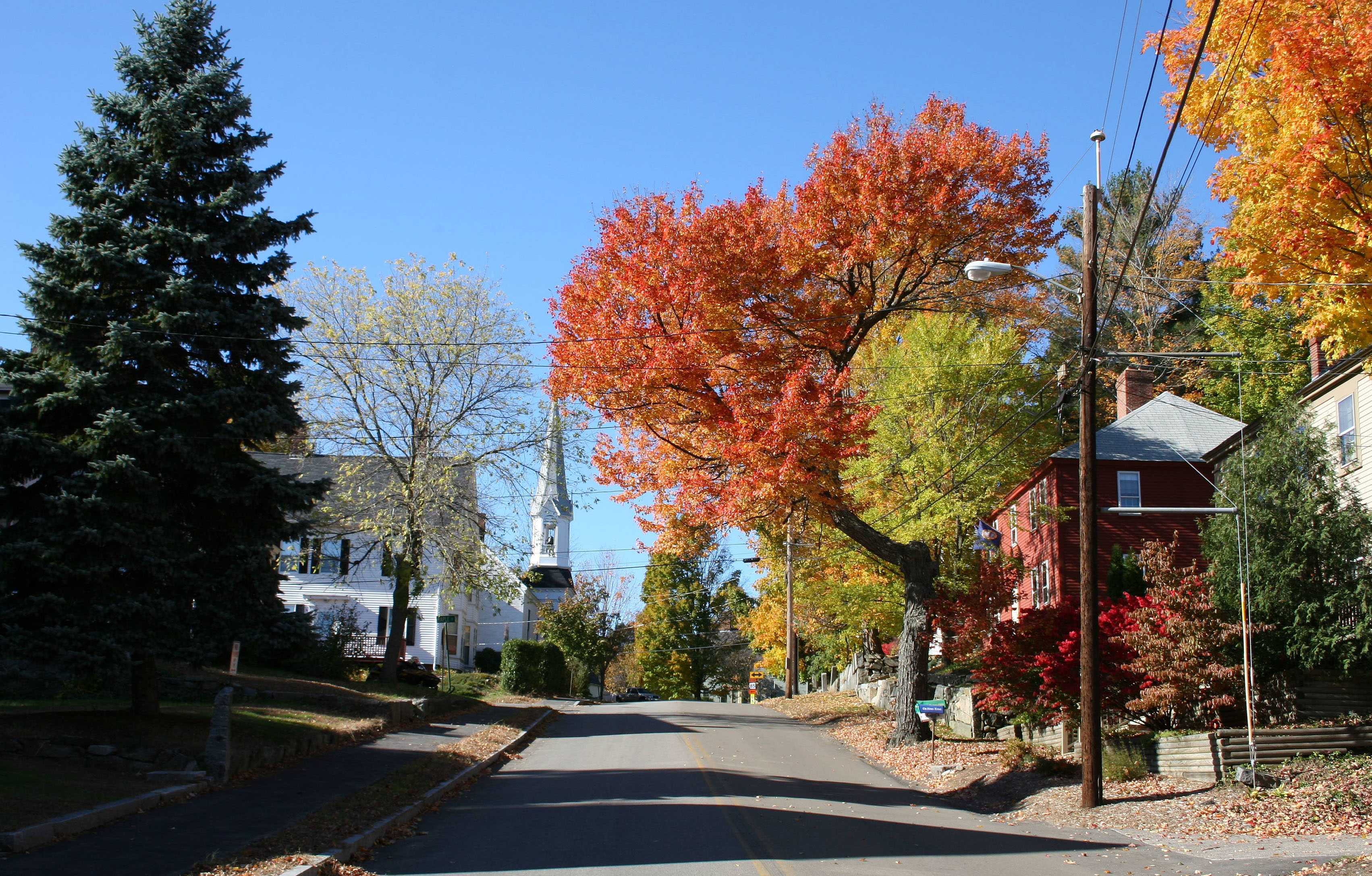
Newfields (New Hampshire).

Au XXe siècle, la plupart des industries traditionnelles de la Nouvelle-Angleterre l'ont quittée pour d'autres États ou pour l'étranger afin d'y trouver des coûts de production plus bas. Dans de nombreuses villes industrielles, certains ouvriers pourtant qualifiés sont au chômage. Les pertes dans le secteur industriel ont été en partie compensées par les secteurs de la microélectronique, de l'informatique et des biotechnologies, s'appuyant sur le fort potentiel universitaire de la région.

## Géographie
Trois grands ensembles régionaux composent la Nouvelle-Angleterre : le nord est peu peuplé et couvert de forêts et de petites montagnes, le sud-est demeure la région la plus urbanisée, sous l'influence de Boston, et une région intermédiaire entre les deux.

### États

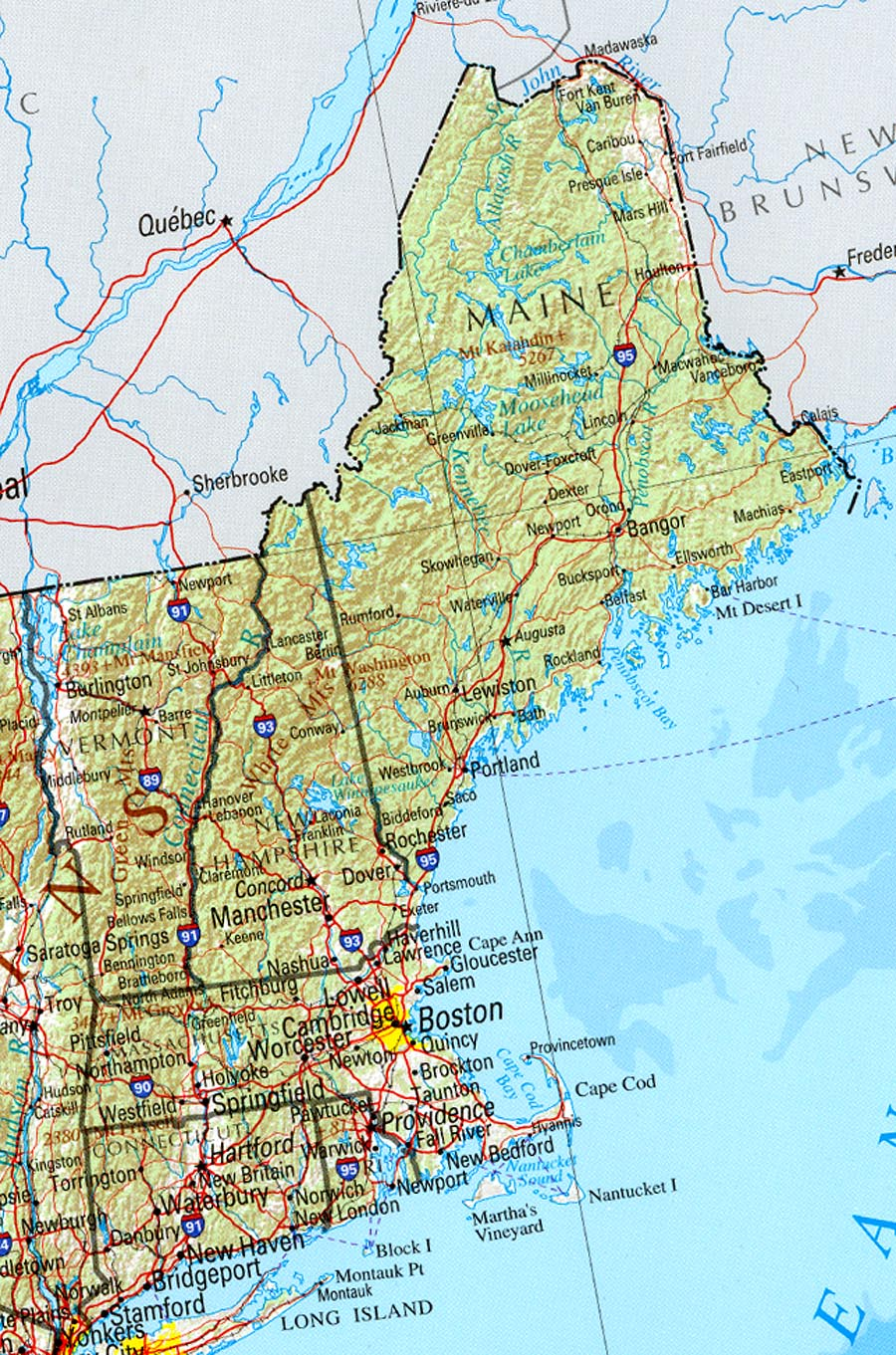
Carte de la Nouvelle-Angleterre.

La Nouvelle-Angleterre est constituée de six États, du nord au sud et de l'est à l'ouest :
- Maine (Augusta)
- New Hampshire (Concord)
- Vermont (Montpelier)
- Massachusetts (Boston)
- Rhode Island (Providence)
- Connecticut (Hartford)

Le Maine demeure l'État le plus pauvre et celui avec les densités de population les plus faibles de Nouvelle-Angleterre (15 hab./km2) mais aussi le plus septentrional de la région. Le Rhode Island est l'État le plus petit. Le Connecticut connaît les densités les plus fortes. L'État le moins peuplé est le Vermont.

### Relief

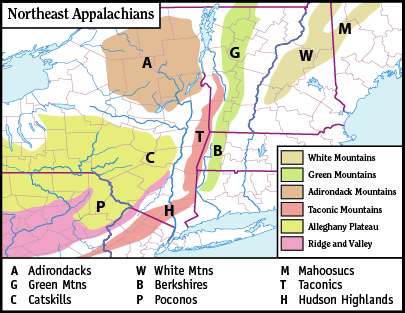
Les monts des Appalaches en Nouvelle-Angleterre.

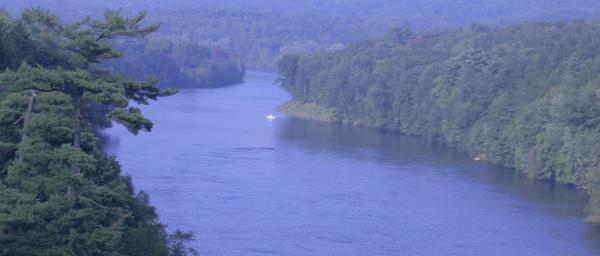
Le fleuve Connecticut, vu du Massachusetts.

Le relief de la Nouvelle-Angleterre inclut la chaîne de montagnes Appalaches (les collines Litchfield dans le coin nord-ouest de Connecticut), les Monts Berkshire dans l'ouest de Massachusetts, les Montagnes Vertes qui traversent la longueur du Vermont, et les Montagnes Blanches dans le nord de New Hampshire. L'intérieur de la Nouvelle-Angleterre est constitué de monadnocks qui désignent des buttes résiduelles, dégagées par l'érosion. Dans le New Hampshire, le Mont Washington atteint 1 917 mètres d'altitude.

### Climat
La Nouvelle-Angleterre bénéficie d'un climat de façade orientale. Les hivers sont généralement longs et rigoureux durant lesquels surviennent des blizzards, les étés sont chauds et arrosés par d'abondantes pluies et des orages, ce qui donne à la région un aspect verdoyant. Les printemps y sont doux et pluvieux ainsi que l'automne. Il est courant que dès le mois d'octobre on assiste aux premières chutes de neige sur les hauteurs des Green Mountains du Vermont et des White Mountains du New Hampshire.
| Mois                     | jan. | fév. | mars | avril | mai  | juin | jui. | août | sep. | oct. | nov.  | déc.  |
| ------------------------ | ---- | ---- | ---- | ----- | ---- | ---- | ---- | ---- | ---- | ---- | ----- | ----- |
| Température moyenne (°C) | −1,9 | −0,9 | 3,7  | 8,9   | 14,6 | 19,8 | 23,1 | 22,2 | 18,2 | 12,7 | 7,4   | 0,9   |
| Ensoleillement (h)       | 5,3  | 6    | 6,9  | 7,6   | 8,6  | 9,6  | 9,7  | 8,9  | 7,9  | 6,7  | 4,8   | 4,6   |
| Précipitations (mm)      | 91,2 | 91,9 | 93,7 | 91,4  | 82,6 | 78,5 | 72,1 | 82,3 | 77,7 | 83,8 | 107,2 | 101,9 |

### Principales villes

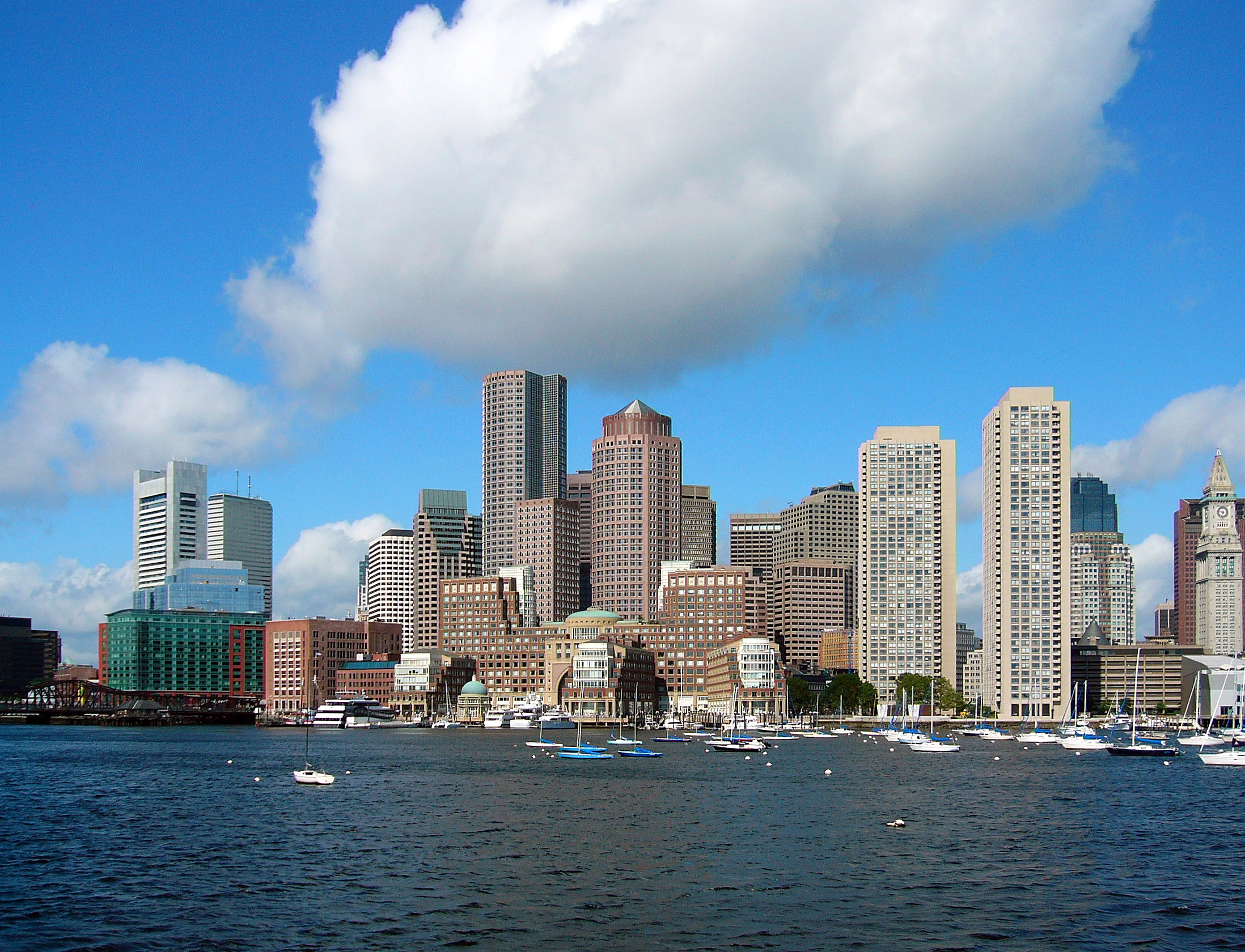
Boston est la première ville de la Nouvelle-Angleterre.

Les principaux centres urbains sont surtout situés dans le Sud-est de la région, sur la côte Atlantique et souvent intégrés à Boston.
| Ville       | État          | Population de la ville (2005) | Population de la MSA (2000) |
| ----------- | ------------- | ----------------------------- | --------------------------- |
| Boston      | Massachusetts | 520 702                       | 4 391 344                   |
| Providence  | Rhode Island  | 160 264                       | 1 582 997                   |
| Worcester   | Massachusetts | 154 398                       | 750 963                     |
| Springfield | Massachusetts | 146 948                       | 680 014                     |
| Bridgeport  | Connecticut   | 132 011                       | 882 567                     |
| Hartford    | Connecticut   | 111 103                       | 1 148 618                   |
| New Haven   | Connecticut   | 108 412                       | 824 008                     |
| Stamford    | Connecticut   | 118 568                       |                             |
| Waterbury   | Connecticut   | 104 539                       |                             |
| Manchester  | New Hampshire | 109 308                       | 380 841                     |

## Langues
Selon l'American Community Survey, en 2010, 83,46 % de la population âgée de plus de 5 ans déclare parler l'anglais à la maison, 6,35 % déclare parler l'espagnol, 1,82 % le portugais, 1,45 % le français, 0,68 % une langue chinoise, 0,68 % l'italien et 5,56 % une autre langue.
Il y a plus de 400 000 francophones en Nouvelle-Angleterre mais nombre de leurs descendants ne parlent presque plus français et se sont assimilés à la langue anglaise. L'accent caractéristique de Boston et des environs est considéré par la majorité des linguistes comme le plus similaire à l'accent britannique parlé il y a 350 ans.

## Faune et flore
La faune de la Nouvelle-Angleterre est diverse, grâce à ses forêts denses, ses cours d'eau abondants et ses côtes étendues. La région abrite une grande variété d'espèces, des mammifères comme les cerfs, les ours noirs et les élans, des oiseaux tels que les balbuzards pêcheurs, les aigles chauves, et une multitude d'espèces de passereaux. Les forêts mixtes et les zones humides offrent des habitats idéaux pour la faune, favorisant une biodiversité riche.
En ce qui concerne la flore, la Nouvelle-Angleterre est principalement recouverte de forêts tempérées caducifoliées, avec une présence notable de conifères dans certaines zones. Ces forêts sont dominées par des essences telles que le chêne, l'érable, le bouleau et le pin. Le sous-bois est riche en fougères, mousses et une grande variété de plantes à fleurs, contribuant à un écosystème forestier dense et diversifié. Les zones humides et les marais salants le long des côtes sont également d'importants écosystèmes, soutenant des plantes spécialisées qui s'adaptent aux conditions salines.

## Démographie
La croissance démographique de la Nouvelle-Angleterre est lente : la population est passée de 10,5 millions d'habitants en 1960 à 15 millions en 2010. Le solde migratoire est négatif et le vieillissement est plus marqué que dans d'autres régions des États-Unis.

## Politique

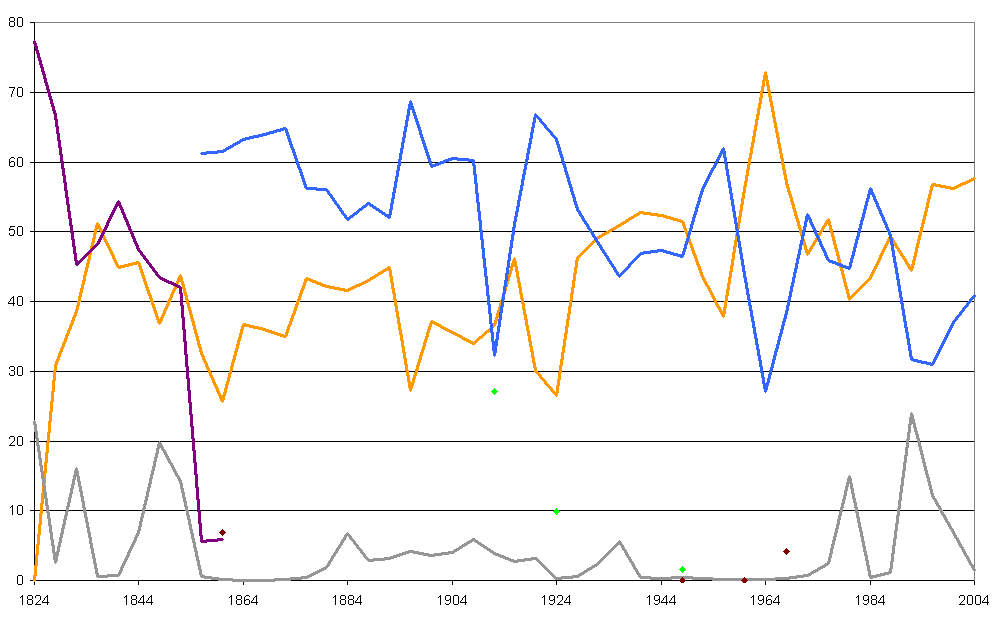
Évolution politique de la Nouvelle-Angleterre aux élections présidentielles depuis 1824 en pourcentage des suffrages exprimés.
La région a longtemps été un bastion Whig (violet) puis Républicain (bleu), ces partis étant vus comme progressistes. Cependant, le tournant conservateur du Parti républicain a provoqué en 1964 à un raz-de-marée démocrate (jaune) pour Lyndon B. Johnson. Depuis 1992, la région est acquise aux démocrates lors des élections présidentielles.

### Organisation
En Nouvelle-Angleterre, un town est une municipalité dont l’importance est supérieure au comté. Dans le Connecticut, le Rhode Island et sept comtés du Massachusetts, les comtés existent en tant que simples divisions géographiques, mais n’ont pas de pouvoirs. Dans les autres États, les towns ont les mêmes attributions que les comtés américains. Contrairement aux autres municipalités (cities en anglais) qui ont un maire et un conseil municipal, les towns de la Nouvelle-Angleterre disposent d’une assemblée formée au moins une fois par an par les habitants (town meetings) et d’un conseil (board of selectmen) chargé d’exécuter les décisions.

### Une région progressiste
La région est vue comme la région la plus progressiste des États-Unis. De l'abolition de l'esclavage aux mariages homosexuels en passant par la protection de l'environnement (application au niveau des États du protocole de Kyoto), on y voit toujours un esprit évolutionnaire. Politiquement, après avoir été un bastion whig puis républicain, tous les États de la région, à l'exception du New Hampshire, penchent vers les démocrates lors des élections présidentielles et fédérales, surtout depuis les années 1990. Le New Hampshire est d'ailleurs le dernier État à avoir voté pour un candidat du Parti républicain, George W. Bush, en 2000.

## Économie

### Généralités
En 2013, le PIB de la Nouvelle-Angleterre était de 900 870 millions de dollars, soit 5,4 % du PIB américain. Classement des PIB par États en 2013 :
1. Massachusetts : 446 323 millions de dollars
2. Connecticut : 249 251 millions de dollars
3. New Hampshire : 67 848 millions de dollars
4. Maine : 54 755 millions de dollars
5. Rhode Island : 53 184 millions de dollars
6. Vermont : 29 509 millions de dollars

### Secteur primaire
L'agriculture est le parent pauvre de l'économie de la Nouvelle-Angleterre : les terres acides sont fréquentes, l'intérieur de la région, dominé par la moyenne montagne, est peu propice aux cultures. Le climat frais, la saison végétative courte et les sols minces ont longtemps été des contraintes importantes pour les paysans.
Il existe cependant de bonnes terres autour du lac Champlain et dans les vallées ; avec les progrès de l'urbanisation et la croissance démographique, l'agriculture commerciale s'est développée à partir de la deuxième moitié du XVIIIe siècle. L'élevage ovin fournissait à cette époque la laine indispensable aux filatures. Mais l'agrandissement du territoire américain vers l'Ouest et la révolution des transports ont empêché un réel essor agricole.

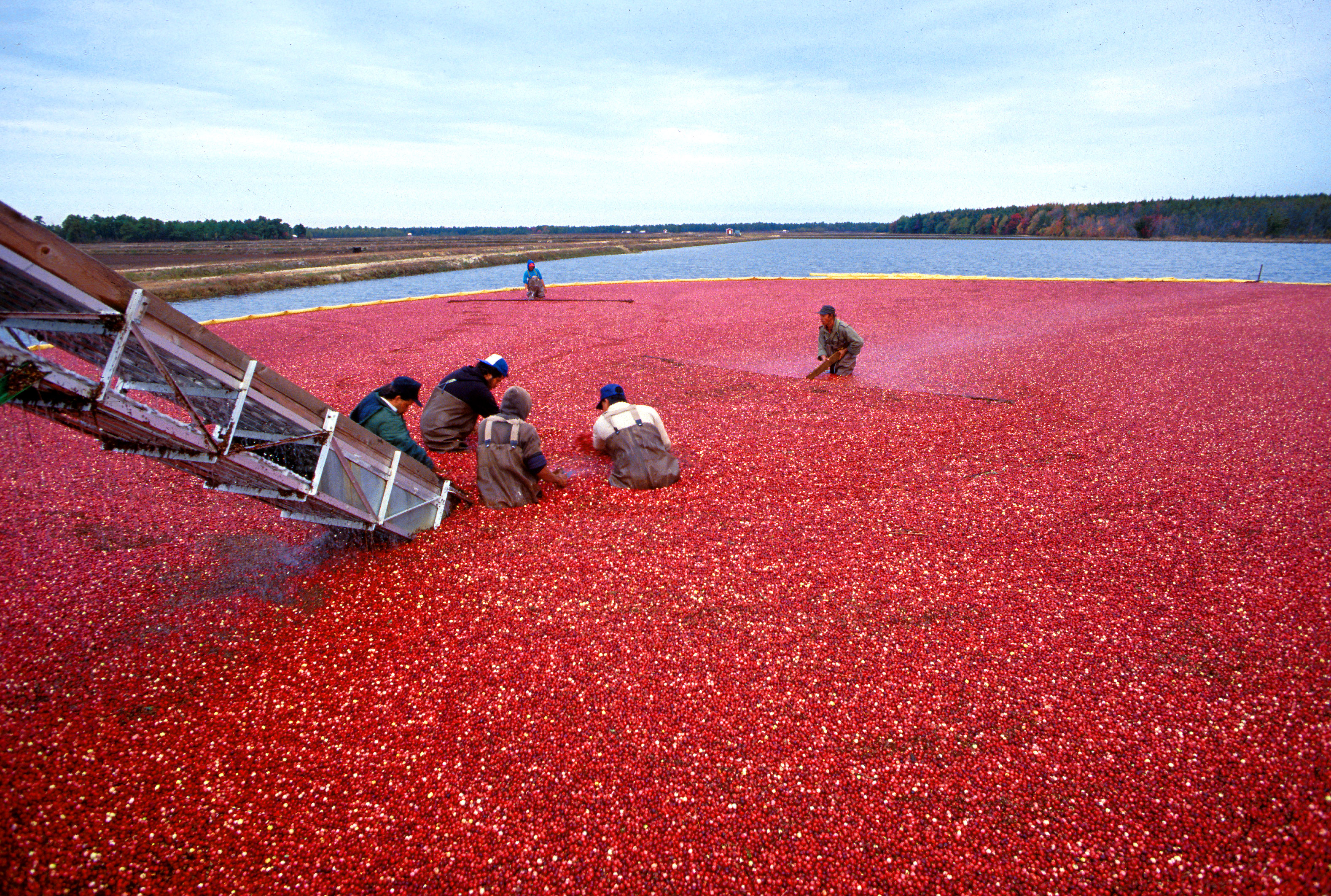
Récolte de canneberge.

Aujourd'hui, l'agriculture représente peu dans l'économie de la Nouvelle-Angleterre : 0,8 % de la population active est employé dans ce secteur. Une agriculture périurbaine (maraîchage, élevage bovin) fournit les produits nécessaires aux grandes villes de la côte. La Nouvelle-Angleterre enregistre des succès relatifs dans les productions spécialisées telles que le sirop d'érable, les bleuets et la canneberge. Le Maine se tourne vers l'élevage avicole.
L'exploitation du bois est une activité importante du secteur primaire, depuis le XVIIe siècle. À cette époque, les chantiers navals consommaient d'énormes quantités de bois pour la construction des navires. Aujourd'hui, les besoins en bois ont changé : fabrication du papier et bois de chauffe sont les secteurs les plus dynamiques.

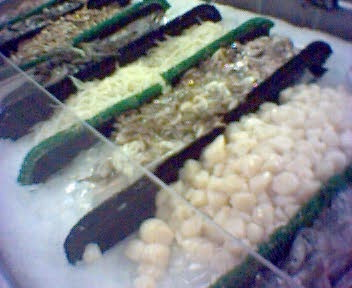
Les produits de la pêche et de l'aquaculture à Boston.

Enfin, la pêche a subi des mutations depuis l'époque des colons : les anciens ports baleiniers (New Bedford, Nantucket, Newport, Hyannis, etc.) ont reconverti une partie de leurs infrastructures en port de plaisance, ou sont devenus des stations balnéaires fréquentées par les citadins. La pêche reste l'un des points forts de l'économie, avec 18 % de la valeur américaine. New Bedford reste le premier port de pêche des États-Unis. L'aquaculture occupe une partie des effectifs.

### Secteur secondaire

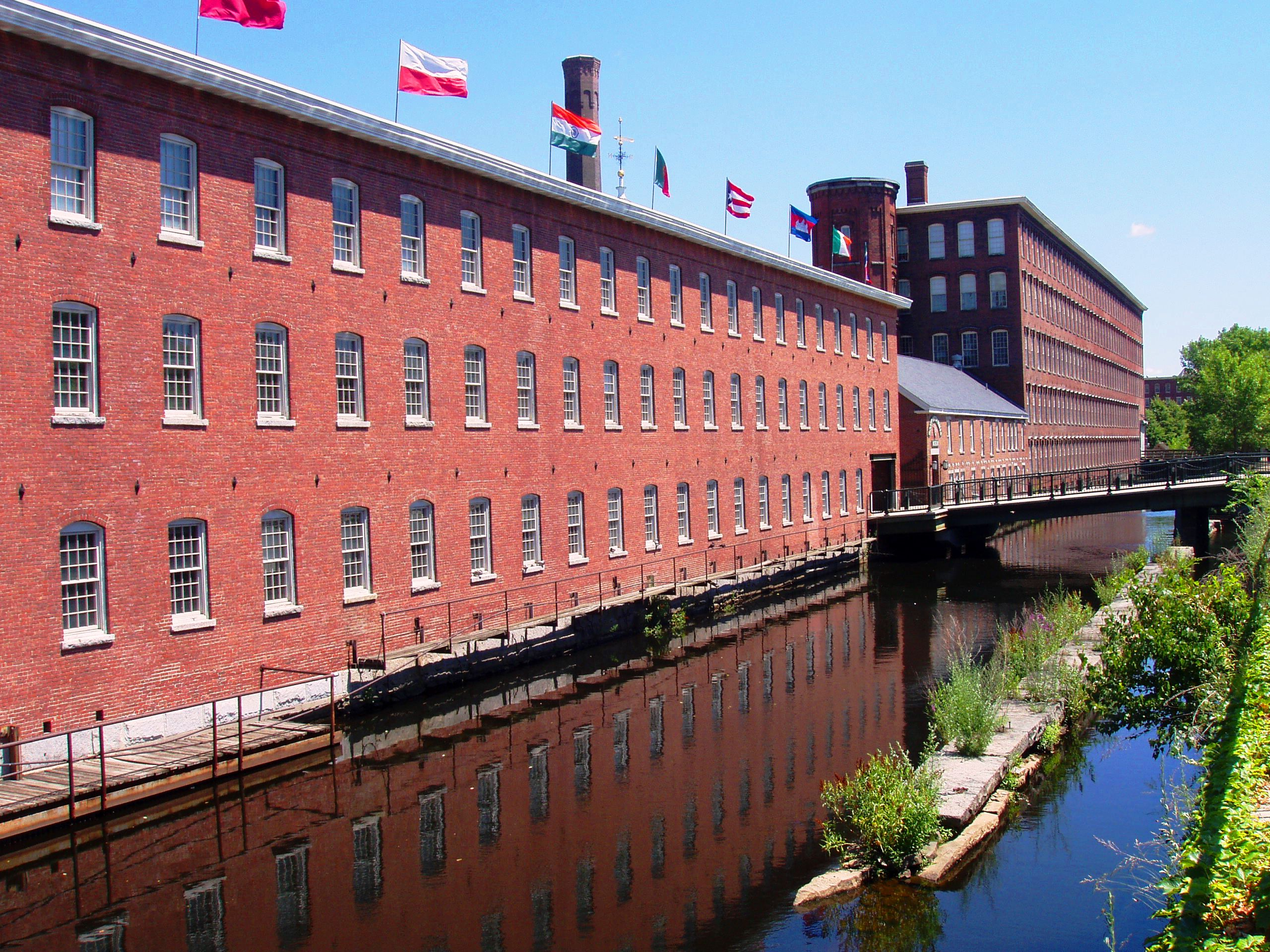
Les anciennes usines de Lowell (Massachusetts).

Privée de minerais, de charbon et d'hydrocarbures, la Nouvelle-Angleterre ne s'est pas orientée vers les industries lourdes. Cependant, la région est dotée d'atouts qui ont permis une industrialisation précoce de la région : du bois et des cours d'eau en abondance, ponctués de chutes, une population nombreuse et animée d'un esprit d'entreprise, une main d'œuvre immigrée, longtemps bon marché. Les premières industries étaient les filatures, les forges et les scieries de l'époque coloniale. Au XIXe siècle, les chantiers navals et les conserveries se sont épanouies grâce au développement de la pêche. Avec la conquête de l'Ouest, la Nouvelle-Angleterre est devenue l'un des centres de production d'outils (ateliers Brown & Sharpe de Providence) et de véhicules (chariots et wagons). Les industries mécanique et textile ont longtemps dominé l'économie de la région.
Les industries militaires ont pris leur essor pendant la Seconde Guerre mondiale. Après 1945, une période de crise a secoué le secteur secondaire de la Nouvelle-Angleterre : la concurrence des États du Sud, le renchérissement de la main d'œuvre ont été les facteurs de la désindustrialisation qui a surtout touché le textile: on comptait 250 000 employés dans ce secteur en 1960 ; ils ne sont plus que 30 000 en 1992.
Depuis les années 1970, l'industrie de la Nouvelle-Angleterre se tourne vers la haute technologie : aérospatial, nucléaire civil, complexe industrialo-militaire, informatique et biotechnologie représentent 25 % des effectifs industriels. La Nouvelle-Angleterre est devenue la deuxième région pour les industries de pointe, derrière la Californie. Ce succès s'explique par l'ampleur des investissements privés, les commandes de l'État fédéral mais aussi par une main-d'œuvre très qualifiée et une coopération étroite entre les entreprises et les universités. Entre 1993 et 1995, cette région représente entre 7,8 et 10,4 % des contrats sur l'aéronautique, de 10 a 15 % des contrats sur les missiles et systèmes spatiaux et 7,9 et et 8,5 % de l'électronique et les communications du Département de la Défense des États-Unis.
Aujourd'hui [Quand ?], les fleurons industriels de la Nouvelle-Angleterre sont Gillette (basée à Boston), United Technologies, General Electric (siège à Fairfield (Connecticut)), Digital Equipment (Maynard (Massachusetts)), Polaroïd (Cambridge), Xerox (Stamford (Connecticut)).

### Secteur tertiaire

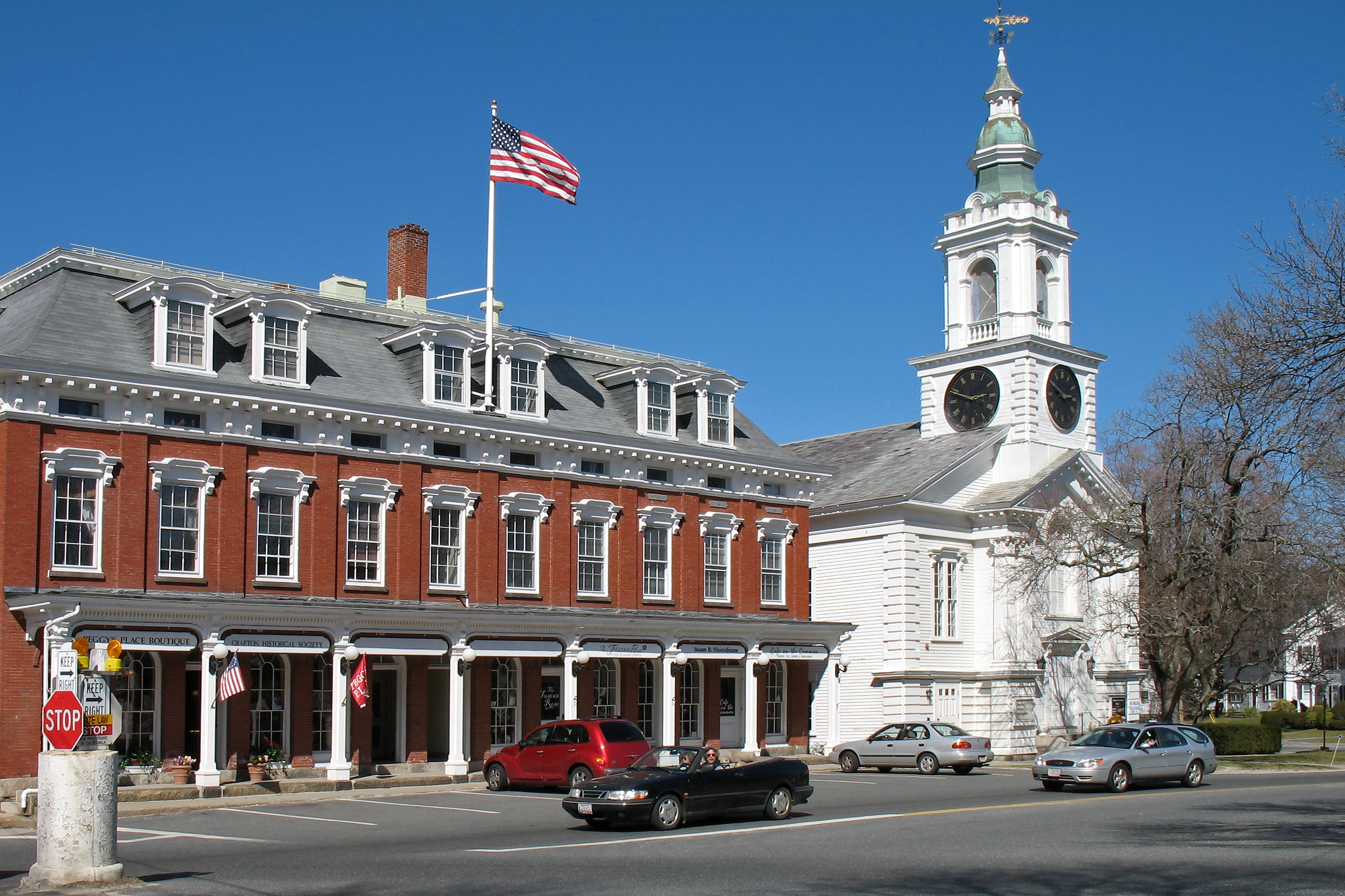
Le patrimoine de la Nouvelle-Angleterre est un atout pour le tourisme. Ici Grafton, dans le Massachusetts.

La vitalité du secteur tertiaire tient à trois domaines : l'enseignement supérieur, les finances, le tourisme. La Nouvelle-Angleterre est notamment le lieu de publication de The New England Journal of Medicine qui est à ce jour[Quand ?] l'une des revues médicales les plus influentes de la planète.
De nombreuses compagnies d'assurance ont leur siège en Nouvelle-Angleterre : Aetna Life est installée à Hartford.
Le tourisme est favorisé par de nombreux atouts : des sites naturels et historiques, des montagnes avec quelques stations de ski, des lacs et des rivières protégées. Le littoral constitue une zone de loisirs pour les citadins de la mégalopole : le cap Cod est l'un des endroits les plus fréquentés en été.

## Culture
- Danse carrée
- La Nouvelle-Angleterre reste la première région des États-Unis pour la fréquentation du théâtre, de la musique et la danse classique[21].

## Sports
Deux clubs majeurs dans leur discipline portent le nom de la Nouvelle-Angleterre. Lors de leurs rencontres à domicile, ils évoluent au Gillette Stadium, situé à Foxborough, au sud de Boston, dans le Massachusetts.
- Patriots de la Nouvelle-Angleterre (New England Patriots), club de football américain de la National Football League (NFL)
- Révolution de la Nouvelle-Angleterre (New England Revolution), club de football de la Major League Soccer (MLS)

## Naissances
Personnalités originaires de Nouvelle-Angleterre :
- Benjamin Franklin (1706-1790), imprimeur, éditeur, écrivain, naturaliste, inventeur et homme d'État américain.
- John Adams (1735-1826), premier vice-président des États-Unis, et second président des États-Unis.
- Samuel Morse (1791-1872), peintre américain et inventeur d'un type de télégraphe électrique ;
- Joseph Smith (1805-1844), fondateur de l'Église de Jésus-Christ des saints des derniers jours.
- Nathaniel Hawthorne (1804-1864), écrivain américain
- Edgar Allan Poe (1809-1849), écrivain américain, auteur de nouvelles fantastiques.
- Henry David Thoreau (1817-1862), essayiste, poète, et environnementaliste franco-américain, fondateur du concept de désobéissance civile.
- Emily Dickinson (1830-1886), poétesse américaine née à Amherst dans le Massachusetts.
- W. E. B. Du Bois (1868-1963), est un sociologue, historien, militant pour les droits civiques, militant panafricain, éditorialiste et écrivain américain.
- Charles Ives (1874-1954), compositeur américain un des pères de la musique moderne américaine.
- Robert Goddard (1882-1945), contributeur majeur au développement de la fusée à ergols liquides.
- H. P. Lovecraft (1890-1937), écrivain américain, et l'un des pères de la littérature fantastique et d'épouvante contemporaine.
- John Fitzgerald Kennedy (1917-1963), 35e président des États-Unis.
- Robert Francis Kennedy (1925-1968), ministre de la justice, sénateur et candidat démocrate désigné à l'élection présidentielle, assassiné.
- Jack Kerouac (1922-1969), écrivain, romancier franco-américain, et membre du mouvement Génération Beat. Né Jean-Louis Kirouac.
- Stephen King (né en 1947), écrivain américain de romans d'épouvante.
- Jonathan Richman (né en 1951), musicien, fondateur des Modern Lovers[22].
- John Cena, (né en 1977), catcheur de la WWE.
- Bode Miller (1977-), skieur alpin américain.
- Chris Evans (né en 1981), acteur, interprète de Captain America.

Personnalités étrangères, installées et décédées en Nouvelle-Angleterre :
- Bronisław Malinowski, (1884-1942), anthropologue d'origine polonaise, qui inventa l'anthropologie de terrain, a émigré dans le Connecticut.
- Marguerite Yourcenar, (1903-1987), écrivaine française née en Belgique, s'est installée dans le Maine. Elle fut la première femme élue à l'Académie française.